# Nakagusuku
Nakagusuku (中城村, Nakagusuku-son) est un village du district de Nakagami, situé dans la préfecture d'Okinawa, au Japon. Son nom okinawaïen est Nakagushiku.

## Géographie

### Situation
Nakagusuku est situé sur la côte orientale du sud de l'île d'Okinawa, au Japon.

### Démographie
En mars 2025, la population de Nakagusuku s'élevait à 22 624 habitants répartis sur une superficie de 15,53 km2.

## Patrimoine culturel et naturel
Le village de Nakagusuku compte quarante-sept éléments désignés ou enregistrés comme patrimoine matériel, culturel ou naturel, au niveau national, préfectoral ou municipal. 
- Nom (japonais) (type d’enregistrement)

### Patrimoine matériel
- Mémorial des victimes de la guerre / Vagues de paix / Vent de paix (慰霊之塔・平和の波・平和の風?)
- Pont en pierres d’Arakaki (新垣の石橋?) (Municipal)
- Site du château de Nakagusuku (中城城跡?) (Préfectoral)
- Stèle de la chanson « Hana-no-Ishadō » (花の伊舎堂歌碑?)
- Stèle du point de débarquement des rapatriés de l’après-guerre (戦後引揚者上陸碑?)

### Patrimoine ethnologique
- Gan'yā (maison du palanquin) de Tsuha (津覇の龕屋?)
- Puits Funi-gā de Yagi (屋宜のフニガー?)
- Puits Mura-gā d’Asato (安里のムラガー?)
- Puits Ubu-gā de Tsuha (津覇のウブガー?)
- Puits Mura-gā de Yagi (屋宜のムラガー?)
- Puits Ubu-gā d’Okuma (奥間のウブガー?)
- Sanctuaire d’Ishadō (伊舎堂のお宮?)
- Site rituel de Wauke Ugan (和宇慶ぬウガン?)
- Site rituel de Yagiminatobishi Oibe (屋宜湊干瀬ノ御イベ?)
- Site rituel de Yūjidun à Iju (世持殿 (ユージドゥン)?)
- Site sacré d’Arakaki-nu-tun (新垣ノ殿?)
- Site sacré d’Asato-no-tera (安里のテラ?) (Préfectoral)
- Site sacré de Funangwa-nu-tun à Iju (フナングヮぬ殿 (伊集)?)
- Site sacré de Fusatu-nu-tun à Tsuha (富里之殿 (津覇)?)
- Site sacré de Giisu-no-tera (ギイスのテラ?)
- Site sacré de Kaminii Utaki à Okuma (神根之嶽 (奥間)?)
- Site sacré de Kishimaku Utaki à Kitauehara (キシマコノ獄 (北上原)?)
- Site sacré de Kuba Utaki (久場の御嶽?)
- Site sacré de Soeshi Noro Hi-nu-kan  (添石ノロ火の神?, autel du dieu du feu de la noro de Soeshi)
- Site sacré de Tamagusuku-nu-tun à Yagi (玉城之殿 (屋宜)?)
- Site sacré de Tōma-nu-tun / Tungwa (当間の殿?)
- Site sacré de Tsuha-no-tera (津覇のテラ?)
- Site sacré de Tun'nā (上久場之殿?)
- Site sacré de Yagi Noro Hi-nu-kan (屋宜ノロ火の神?, autel du dieu du feu de la noro de Yagi)
- Site sacré d’Iibi-nu-mee Utaki à Okuma (イベノマエノ嶽 (奥間)?)
- Site sacré d’Iju Noro Dunchi (伊集ノロ殿内?, résidence de la noro d’Iju)
- Site sacré d’Iju Noro Hi-nu-kan (伊集ノロ火の神?, autel du dieu du feu de la noro d’Iju)
- Site sacré d’Itokama-no-taki à Tsuha (糸蒲ノ嶽 (津覇)?)
- Sites sacrés de Agari-nu-tun et Jitū-tun à Yagi (アガリ之殿と地頭殿 (屋宜)?)
- Source Miijā-gā d’Arakachi (新垣のミージャーガー?)
- Source Mura-gā de Kuba (久場のムラガー?)
- Source Rinkun-gā d’Ishadō (伊舎堂のリンクンガー?)
- Source Shicha-nu-kā de Tomari (泊のシチャヌカー?)

### Sites historiques
- Arakachi Gusuku (新垣グスク?)
- Dē Gusuku à Kuba (台グスク(久場)?)
- Groupe de tombes anciennes de Kishiibaru (喜石原古墓群?)
- Mémorial pour l’ouverture de la route préfectorale (県道開削記念碑?) (Municipal)
- Rocher du drapeau de Perry (ペリーの旗立岩?) (Municipal)
- Route « Nakagusuku hanta-michi » (中城ハンタ道?) (National)
- Site du château de Nakagusuku (中城城跡?) (National)
- Tombe de Gosamaru à Kuba (護佐丸の墓(久場)?)
- Trois figuiers des banians devant Ishadō (伊舎堂前の三本ガジマル?) (Municipal)

### Lieux de beauté pittoresque
- Site du château de Nakagusuku (中城城跡?) (Préfectoral)

### Monuments naturels
- Badamier (Terminalia catappa) géant de Tomari (泊の大クワディーサー?) (Municipal)